# Haures
Haures, znat i pod imenima Hauras, Havres i Flauros, prema demonologiji, šezdeset i četvrti duh Goecije koji zapovijeda nad trideset šest, ili po drugim izvorima, nad dvadeset legija. U paklu ima visoku titulu generala.
Najčešće se pojavljuje u liku leoparda, no može uzeti i lik čovjeka s plamtećim očima. Poznaje prošlost, sadašnjost i budućnost, ali treba ga zatočiti unutar trokuta da bi ga se natjeralo da proriče budućnost i pritom iznosi istinu. U protivnom, svaka riječ koju izgovori bit će laž. Rado govori o nastanku i svim stvarima koje se tiču njegovog nekadašnjeg života na nebu i o božanskim stvarima. Čarobnjak ga može nagnati da uništi i spali sve neprijatelje koji mu prijete i kojih se želi riješiti.